# Paraschistura sargadensis
Paraschistura sargadensis är en fiskart som först beskrevs av Nikolskii, 1900.  Paraschistura sargadensis ingår i släktet Paraschistura och familjen grönlingsfiskar. Inga underarter finns listade i Catalogue of Life.